# Henri Pensa
 (novembre 2023).
Si vous disposez d'ouvrages ou d'articles de référence ou si vous connaissez des sites web de qualité traitant du thème abordé ici, merci de compléter l'article en donnant les références utiles à sa vérifiabilité et en les liant à la section « Notes et références ».
Henri Pensa (16 mars 1865 à Nice - 17 février 1946 à La Boutière-Chenôves) est un écrivain politique français de la fin du XIXe siècle et de la première moitié du XXe siècle.
Il dirigea de 1897 à 1914 le bimensuel Questions diplomatiques et coloniales : revue de politique extérieure.
Il est l'auteur de plusieurs essais, dont L'Égypte et le Soudan égyptien (1895), prix Marcelin Guérin de l’Académie française, et L'Égypte et l'Europe (1896).
L'Académie française lui décerne deux autres prix, le prix Montyon pour Hortense Mancini en 1936 et le prix Jules-Davaine pour Une héroïne de la Ligue de Provence en 1942.

## Biographie

### Famille
Son père était magistrat. Il est originaire de Bretagne par son père et de Bourgogne par sa mère. Il comptait parmi ses grands-parents, un membre du Tiers-État à la Constituante de 1789 et un Député à l'Assemblée nationale de 1848. Il s'est marié le 2 août 1893 avec Pauline Berthe Ayanard (née le 1er septembre 1867 à Fontenay) fille d'Édouard Aynard Député et Président de la Chambre de Commerce de Lyon(1837-1913) et de Rose de Montgolfier(1845-1910). Il eut cinq enfants.
Études à l'Université de Paris et de Lyon, Docteur en Droit avec médaille d'or de la faculté de droit de Lyon, diplômé de l'École Libre des Sciences Politiques.

### Carrière professionnelle
Successivement Secrétaire de la Conférence des Avocats de Paris et collaborateur de Jules Ferry, C. Jonnart, Deluns-Montaud, J.B. de Lanessan. Conseiller du Commerce Extérieur, Capitaine d'Artillerie territoriale.

## Distinctions
Chevalier de la Légion d'honneur

## Divers
il a toujours défendu les idées de liberté, d'ordre et de progrès.[réf. nécessaire]